# Ла-Мот (Вар)
Ла-Мот (фр. La Motte) — коммуна на юго-востоке Франции в регионе Прованс — Альпы — Лазурный берег, департамент Вар, округ Драгиньян, кантон Флейоск.
Площадь коммуны — 28,12 км², население — 2772 человека (2006) с выраженной тенденцией к росту: 3000 человек (2012), плотность населения — 107,0 чел/км².

## Население
Население коммуны в 2011 году составляло — 2948 человек, а в 2012 году — 3000 человек.
| 1962 | 1968 | 1975 | 1982 | 1990 | 1999 | 2006 | 2011 | 2012 |
| ---- | ---- | ---- | ---- | ---- | ---- | ---- | ---- | ---- |
| 676  | 818  | 1007 | 1557 | 1993 | 2345 | 2772 | 2948 | 3000 |

Динамика населения:

## Экономика
В 2010 году из 1888 человек трудоспособного возраста (от 15 до 64 лет) 1361 были экономически активными, 527 — неактивными (показатель активности 72,1 %, в 1999 году — 65,2 %). Из 1361 активных трудоспособных жителей работали 1225 человек (641 мужчина и 584 женщины), 136 числились безработными (64 мужчины и 72 женщины). Среди 527 трудоспособных неактивных граждан 124 были учениками либо студентами, 221 — пенсионерами, а ещё 182 — были неактивны в силу других причин.
На протяжении 2010 года в коммуне числилось 1234 облагаемых налогом домохозяйства, в которых проживало 3040,0 человек. При этом медиана доходов составила 19 517 евро на одного налогоплательщика.

## Фотогалерея

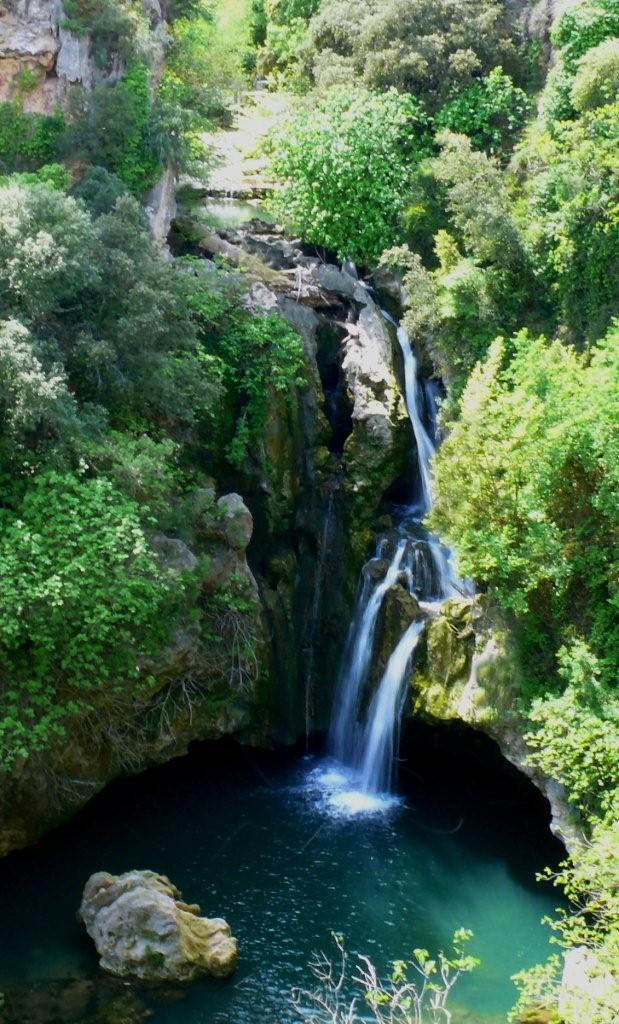
Водопад
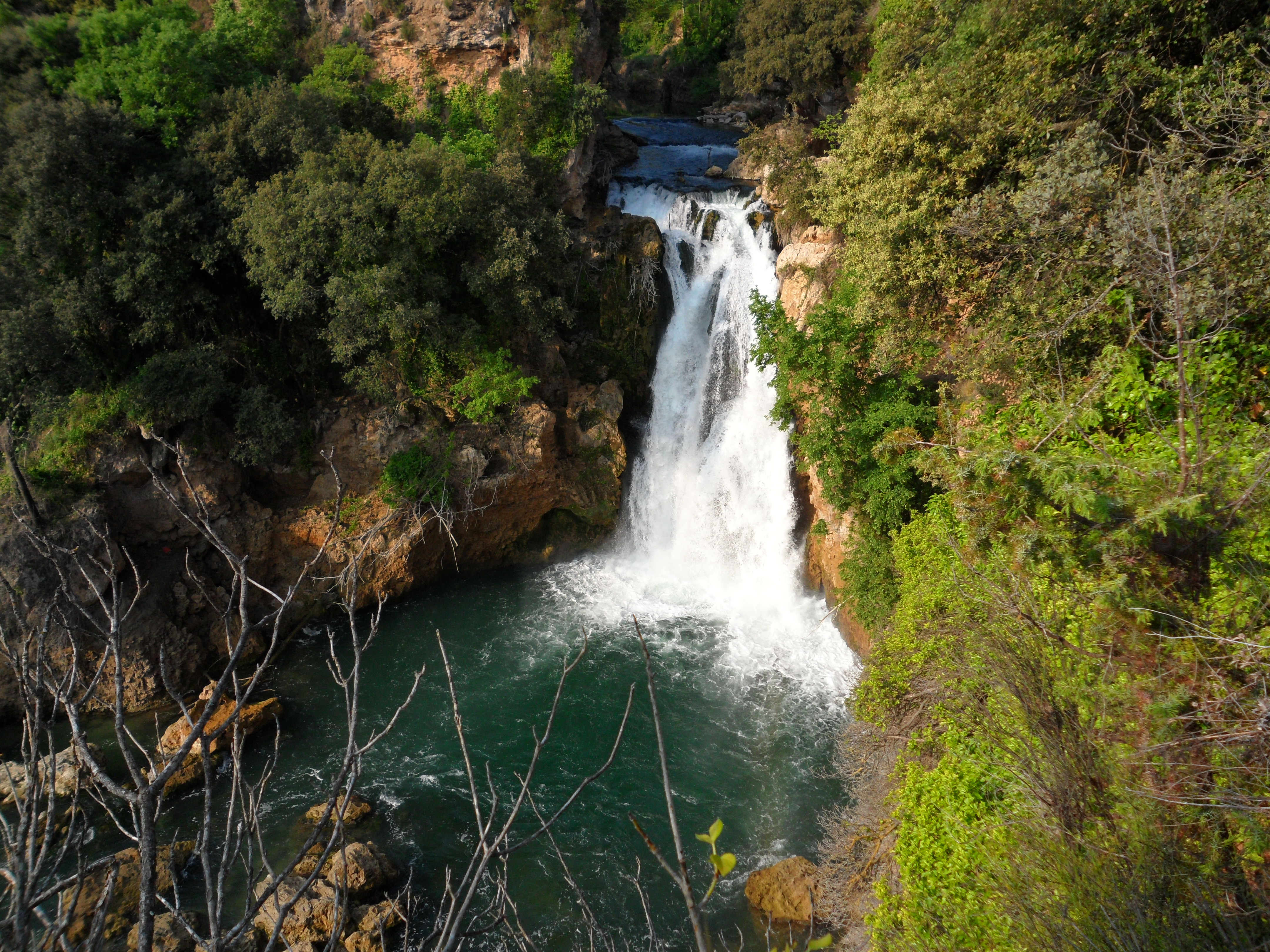
Водопад
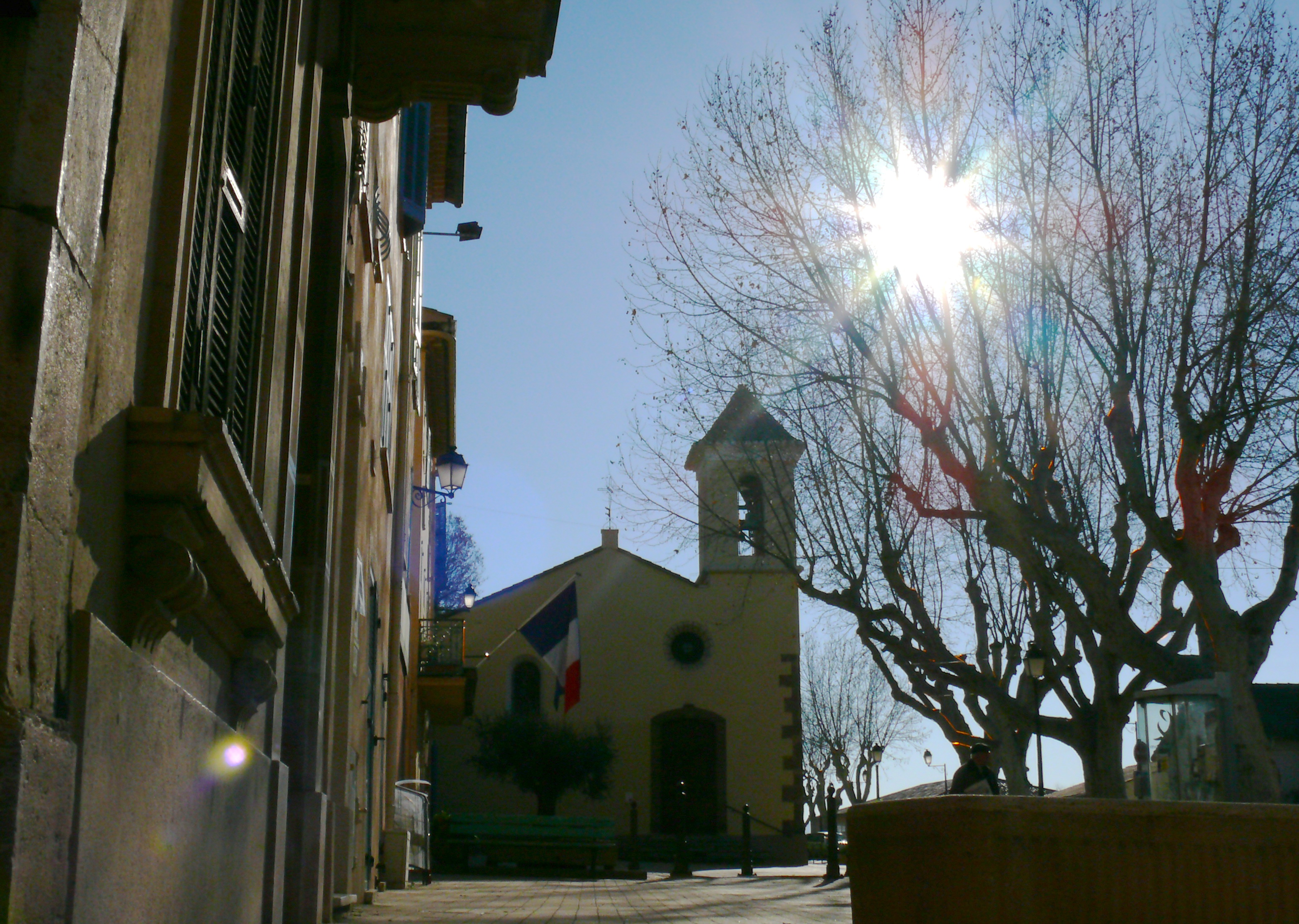
Церковь Сент-Виктор
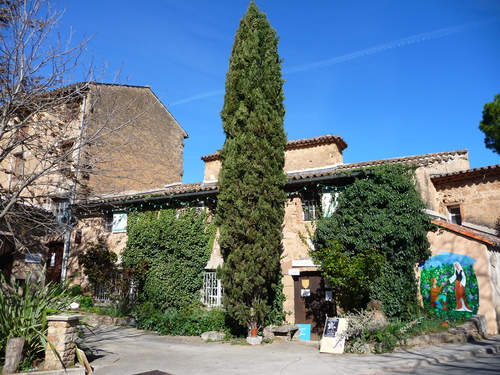
Здание мельницы
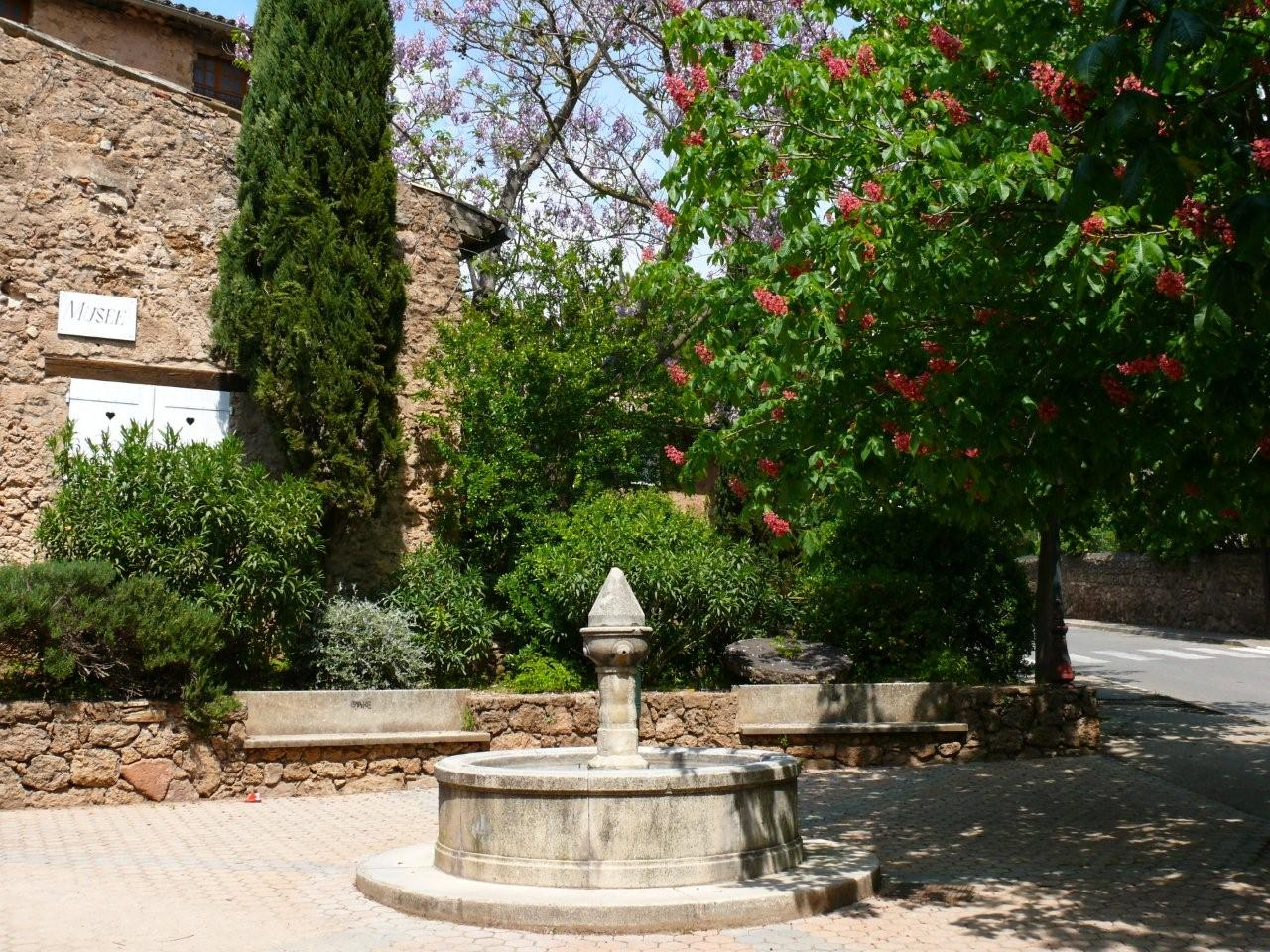
Фонтан возле мельницы
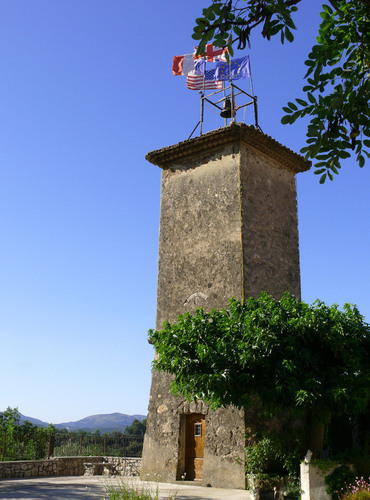
Башня с часами
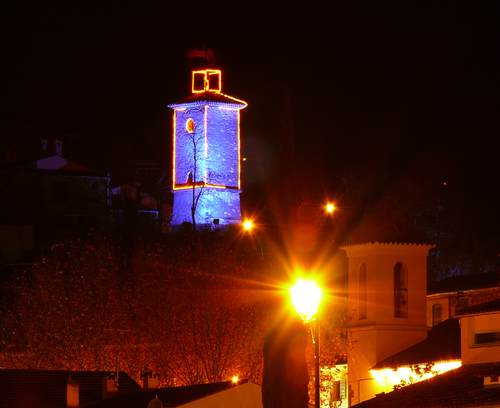
Ночью